# Melker Hallberg
Charles Melker Otto Hallberg (* 20. Oktober 1995 in Ljungbyholm) ist ein schwedischer Fußballspieler. Der Mittelfeldspieler spielte in Schweden, Italien, Norwegen, Schottland und Dänemark und drei Mal für die A-Nationalmannschaft seines Heimatlandes.
Er ist der ältere Bruder von Herman Hallberg (* 1997), der ebenfalls einige Jahre für Kalmar FF spielte und 2020 zum Trelleborgs FF gewechselt war, sowie von Ossian Hallberg (* 2000), der bislang (Stand: 2020) noch im Nachwuchs von Kalmar zum Einsatz kommt.

## Vereinskarriere

### Karrierebeginn und Debüt im Herrenfußball mit 13
Melker Hallberg wurde am 20. Oktober 1995 in der Gemeinde Ljungbyholm, nur wenige Kilometer südwestlich von Kalmar gelegen, geboren. Hier und in Vassmolösa wuchs er auch auf und spielte Fußball für den noch etwas südlicher gelegenen Möre BK aus Hagby. Für diesen debütierte er auch im Alter von 13 Jahren im Herrenfußball, wobei er für die Herrenmannschaft in der siebenthöchsten Spielklasse des Landes antrat. Als er im Jahre 2010 in die Nachwuchsabteilung des Kalmar FF aufgenommen wurde, hatte er es bereits zu fünf Toren für den Möre BK in der Division 5 gebracht. Bei Kalmar kam er fortan im vereinseigenen Nachwuchs zum Einsatz und besuchte bald darauf die Kalmar Fotbollsakademi, die Fußballakademie des Vereins.

### Wechsel zu Kalmar FF und Profidebüt mit 16
Nach nicht einmal zwei Jahren beim Klub aus der südschwedischen Provinz Kalmar län und der historischen Provinz Småland schaffte Hallberg als noch 16-Jähriger relativ zu Beginn der Fotbollsallsvenskan 2012 den Sprung von der Tipselittruppen bzw. der Spetsgruppen in die Profimannschaft. In der dritten Meisterschaftsrunde wurde er von seinem Trainer Nanne Bergstrand bei einer 0:2-Auswärtsniederlage gegen Malmö ab der zweiten Halbzeit für Johan Bertilsson auf das Spielfeld geschickt. Mit 16 Jahren und 176 Tagen war er der jüngste jemals in der Herrenmannschaft eingesetzte Spieler des Kalmar FF; den Rekord als jüngster Spieler des Vereins hielt seit 2005 Rasmus Elm. Nur drei Tage später steuerte Hallberg bei einem 3:1-Heimsieg über den BK Häcken die Torvorlage für einen der drei Treffer seines Teamkameraden Abiola Dauda bei und war selbst über 70 Spielminuten auf dem Rasen. Danach kam der Rechtsaußen noch in einem weiteren Spiel im April, sowie in einer Partie im Mai zu einem längeren Einsatz von Beginn an und verbrachte die restlichen Partien zwischen April und Juni auf der Ersatzbank. Am 5. Juli 2012 gab er sein Europa-League-Debüt, als er bei der 0:1-Niederlage im Hinspiel der 1. Qualifikationsrunde der UEFA Europa League 2012/13 gegen den Cliftonville FC in der 79. Minute für Markus Thorbjörnsson eingewechselt wurde.
Nachdem er am 8. Juli 2012 bei einer 1:2-Auswärtsniederlage gegen den IFK Norrköping zu einem Kurzeinsatz gekommen war, wurde Hallberg in der darauffolgenden Runde zum jüngsten Torschützen in der Vereinsgeschichte, sowie zum viertjüngsten Torschützen in der Geschichte der Fotbollsallsvenskan. Zu diesem Zeitpunkt 16 Jahre und 269 Tage alt, kam Hallberg bei einem Heimspiel gegen den zu diesem Zeitpunkt tabellenführenden IF Elfsborg ab der 73. Minute für den fast doppelt so alten Daniel Mendes, der davor noch in Minute 44 den Treffer zum 1:1-Ausgleich erzielt hatte, auf das Spielfeld und erzielte in der 89. Minute nach einer Vorlage von Måns Söderqvist den Treffer zum 2:1-Endstand. Nach einem weiteren Ligaspiele gegen Elfsborg eine Runde später wurde Hallberg von Bergstrand über zwei Monate hinweg in keinem offiziellen Ligaspiel mehr berücksichtigt und saß stets uneingesetzt auf der Ersatzbank bzw. absolvierte weiterhin Spiele für die U-19-Mannschaft des Vereins. Des Weiteren debütierte er am 20. August 2012 im schwedischen Fußballpokal der Männer der Saison 2012/13, als er bei einem 4:0-Erfolg über den FC Gute in Runde 2 in der 56. Minute für den senegalesischen Internationalen Papa Alioune Diouf eingewechselt wurde. In vier der letzten sieben Meisterschaftsrunden fand Hallberg daraufhin wieder Berücksichtigung, konnte dabei allerdings nur ein einziges Spiel von Beginn an bestreiten.
Am Saisonende rangierte der Kalmar FF auf dem zehnten Tabellenplatz; Hallberg hatte es bei elf Ligaeinsätzen zu jeweils einem Tor und einer Torvorlage gebracht. Des Weiteren war er auf drei Einsätze im schwedischen Pokal, in dem die Mannschaft in der Gruppenphase ausschied, gekommen. Im Juli kam er in drei Europa-League-Qualifikationsspielen seiner Mannschaft zum Einsatz und saß in einem weiteren Spiel Anfang August gegen den BSC Young Boys einsatzlos auf der Ersatzbank; gegen die Schweizer kam der Kalmar FF in weiterer Folge nicht weiter und schied aus dem laufenden Turnier aus. Bereits kurz vor Saisonende unterschrieb der junge Mittelfeldakteur einen Vierjahresvertrag beim Kalmar FF, der ab 1. Dezember 2012 in Kraft trat.

### Stammspieler bei Kalmar
Mit Beginn des Spieljahres 2013 fungierte Hallberg als Stammspieler im Mittelfeld des Kalmar FF. Anfangs an der Seite von Kapitän und Vereinslegende Henrik Rydström im defensiven Mittelfeld eingesetzt, wurde der Youngster von Trainer Bergstrand ab der dritten Meisterschaftsrunde vorwiegend im zentralen Mittelfeld eingesetzt. Hervorzuheben sind hierbei vor allem die Runden 10 bis 16, als es der offensiv gefährliche Hallberg auf vier Tore und einen Assist brachte. Zweite weitere Torvorlagen steuerte er gegen Ende des Spieljahres, als er vereinzelt auch im rechten, sowie im offensiven Mittelfeld zum Einsatz kam, bei. Am Ende hatte er es auf 29 von 30 möglich gewesenen Ligaeinsätzen gebracht und wurde zum Newcomer der Fotbollsallsvenskan 2013 gewählt. Mit Kalmar rangierte er im Endklassement auf Rang 4. Bei der Wahl zum besten Spieler der Saison wurde er von der schwedischen Boulevardzeitung Expressen auf den 14. Platz gewählt.
Auch als Bergstrand den Verein nach vielen Jahren als Cheftrainer mit Saisonende 2013 verlassen hatte und ihm Hans Eklund ins Traineramt gefolgt war, behielt Hallberg seine angestammte Position im zentralen Mittelfeld bei. Unter Eklund kam er bis zum 19. Juli 2014 in 14 von 15 Spielen der Fotbollsallsvenskan 2014 zum Einsatz und kam dabei auf eine Bilanz von einem Treffer, sowie zwei Assists. Nachdem er davor bereits ein Probetraining beim Klub absolviert hatte und deshalb zwei Spiele bei Kalmar verpasst hatte, vollzog Hallberg während des laufenden Spieljahres einen Wechsel zum italienischen Erstligisten Udinese Calcio, der eine kolportierte Ablösesumme in Höhe von 1,5 Millionen Euro für den jungen Mittelfeldspieler bezahlt haben soll. Bei den Italienern unterschrieb der Stammspieler des Kalmar FF und der schwedischen U-21-Nationalmannschaft einen Fünfjahresvertrag.

### Wechsel nach Italien und Leihzeit in Norwegen
In Udine wurde er von seinem Trainer Andrea Stramaccioni jedoch in weiterer Folge kaum berücksichtigt und saß deshalb nahezu über die komplette Saison 2014/15 hinweg uneingesetzt auf der Ersatzbank der Bianconeri. Nebenbei kam er vereinzelt auch für die Primavera-Mannschaft im Nachwuchsbereich des Vereins zum Einsatz, trainierte jedoch die meiste Zeit über mit der Profimannschaft mit. Sein Serie-A-Debüt erfolgte erst rund ein halbes Jahr nach seiner Verpflichtung, als er am 18. Januar 2015 bei einem 2:2-Heimremis gegen Cagliari Calcio zur Halbzeit für den verletzten Maurizio Domizzi auf das Spielfeld geschickt wurde. In zwei der nächsten drei Ligaspiele wurde Hallberg daraufhin mit Einsätzen bedacht; einzig gegen den Tabellenführer Juventus Turin durfte er nicht antreten. Außerdem erfolgte ein Einsatz im Achtelfinale der Coppa Italia 2414/15. Danach saß er wieder über Monate hinweg ohne Einsatz auf der Bank und kam erst wieder in 35. Runde bei einer 1:4-Heimniederlage gegen Sampdoria Genua von Beginn an und bis zur 72. Spielminute im zentralen Mittelfeld zum Einsatz. Hierbei zog er sich jedoch auch eine Rückenverletzung zu, aufgrund derer er für die restlichen drei Spiele der Saison ausfiel. Am Ende belegte die Mannschaft den 16. Tabellenplatz und hatte damit zumindest den Klassenerhalt geschafft. In der nachfolgenden Sommerpause wurde Hallberg bis Jahresende nach Norwegen an den Hauptstadtklub Vålerenga Oslo verliehen. Aufgrund des Abgangs von Sivert Heltne Nilsen kurz zuvor und den gelbsperrengefährdeten Christian Grindheim und Herman Stengel hatte Vålerenga einen Personalmangel im Mittelfeld und setzte Hallberg deshalb auch gleich des Öfteren über die volle Spieldauer im offensiven Mittelfeld ein. Am Ende kam Hallberg auf zehn von zwölf möglich gewesenen Einsätzen und konnte vor allem gegen Saisonende hin mit seinen Leistungen aufzeigen. Im vorletzten Spiel gegen den Odds BK war er beim 2:2-Heimremis an beiden Toren (einmal als Torschütze und einmal als Vorlagengeber) beteiligt. Auch beim letzten Saisonspiel, einem 2:2-Unentschieden auswärts gegen den Strømsgodset IF, erzielte er einen Treffer. Im Endklassement belegte Vålerenga den siebenten Tabellenplatz.

### Als Leihspieler zurück nach Schweden
Nach dem Ende der Tippeligaen 2015 kehrte Hallberg nach Udine zurück, um gleich darauf bis zum Saisonende der Serie A 2015/16 an den schwedischen Erstligisten Hammarby IF verliehen zu werden. Beim Klub aus der Hauptstadt Stockholm traf er auf seinen einstigen Trainer bei Kalmar, Nanne Bergstrand, der davor bereits mit Mats Solheim, Erik Israelsson und Måns Söderqvist drei andere ehemalige Mannschaftskollegen bei Kalmar zu Hammarby gelotst hatte. Udinese Calcio setzte die Option Hallberg auch für das gesamte Spieljahr 2016 an Hammarby zu verleihen, wollte jedoch bis zum Ende der Serie A 2015/16 abwarten, wie sich Hallberg entwickelt hat, um hier etwaige Schritte zu setzen. Mit dem Hauptstadtklub startete der mittlerweile zum schwedischen A-Nationalspieler gewordene Mittelfeldakteur Ende Februar mit der zweiten Runde des schwedischen Fußballpokals 2015/16 in die neue Spielzeit. Hier noch im offensiven Mittelfeld eingesetzt, wurde er bereits kurz darauf vorwiegend im linken bzw. defensiven Mittelfeld eingesetzt und fungierte unter Bergstrand durchgehend als Stammspieler. Bis zu seinem Leihende hatte er alle zwölf der bisher ausgetragenen Meisterschaftsspiele absolviert und war dabei auf eine Bilanz von drei Torvorlagen gekommen. Aufgrund einer Rotsperre ein Gruppenspiel verpasst, zog Hallberg mit dem Hammarby IF am Ende noch bis ins Halbfinale des schwedischen Pokals ein und unterlag mit seiner Mannschaft in diesem dem BK Häcken knapp mit 2:3, wobei er auch selbst einen Treffer beisteuern konnte. Da die Italiener die zuvor angesprochene Option, einer Verlängerung der Leihe bis zum Ende der Allsvenskan 2016, nicht zogen, musste Hallberg wieder zu seinem Stammklub zurückkehren. Udinese schaffte in dieser Saison nur knapp, mit einem Punkt Abstand auf den ersten Abstiegsplatz, den Klassenerhalt.

### Als Leihe in Italien und Schweden
Danach wurde Hallberg von verschiedenen Klubs umworben, darunter auch die SG Dynamo Dresden, die gerade in die 2. Fußball-Bundesliga aufgestiegen war. Im Juni 2016 hatten die Dresdner bereits offizielle Verhandlungen mit dem Schweden aufgenommen, ehe dieser entschied, doch noch in Italien bleiben zu wollen. Bereits im Mai wurde über einen eventuellen Wechsel Hallbergs nach Dresden medial berichtet. Kurz darauf wechselte der vielseitig einsetzbare Mittelfeldspieler bis zum Jahresende leihweise zum italienischen Zweitligisten Ascoli Calcio; der Vertrag beinhaltete diverse Optionen und Gegenoptionen, darunter auch eine etwaige Kaufoption. Dort versuchte Alfredo Aglietti gleich von Beginn der Spielzeit 2016/17 an den schwedischen Internationalen im defensiven bzw. zentralen Mittelfeld unterzubringen. Kurz darauf saß der Schwede nahezu ausschließlich auf der Ersatzbank des Vereins aus Ascoli Piceno und kam von dieser nur in unregelmäßigen Abständen zum Einsatz. Im Oktober 2016 meinte Hallberg noch, dass der Unterschied zwischen der italienischen und der schwedischen Meisterschaft hauptsächlich in der Taktik liege, er zu diesem Zeitpunkt allerdings mit seinem Engagement bei Ascoli zufrieden sei. Am 24. September 2016 erzielte er bei einer 1:2-Auswärtspleite gegen den AC Pisa seinen ersten Treffer in Italiens Zweitklassigkeit. Nachdem er bis zur 14. Meisterschaftsrunde in lediglich sieben Partien zum Einsatz gekommen war und auch ein Spiel in der Coppa Italia 2016/17 absolviert hatte, gehörte er danach nicht mehr zum Profikader von Ascoli Calcio und wurde Anfang des Jahres 2017 ein weiteres Mal verliehen.
Diesmal ging es zurück nach Schweden, wo er wieder beim Kalmar FF unterkam. Bei seinem Ex-Klub, bei dem er einen Leihvertrag für das gesamte Spieljahr 2017 unterzeichnet hatte, hoffte der mittlerweile 21-jährige Hallberg in weiterer Folge auf eine fixe Verpflichtung. Der Vertrag beinhaltete auch eine Kaufoption seitens Kalmars. Bei Kalmar traf er unter anderem wieder auf seinen jüngeren Bruder Herman, der mittlerweile ebenfalls als Profi aktiv war, sowie auf die drei Elm-Brüder David, Viktor und Rasmus. Unter Peter Swärdh, der das Traineramt mit Jahresanfang 2015 übernommen hatte, startete Hallberg im Februar in die Gruppenphase des schwedischen Fußballpokals 2016/17, kam in allen drei Gruppenspielen als Stammkraft zum Einsatz und leistete die Vorarbeit zu insgesamt zwei Treffern. Als Zweiter der Gruppe 5 schaffte Kalmar allerdings nicht den Einzug ins nachfolgende Viertelfinale. Anfang April startete er mit dem Team auf seiner mittlerweile angestammten Position im defensiven Mittelfeld in die Fotbollsallsvenskan 2017. Swärdh ließ Hallberg größtenteils auf dem Defensivposten zum Einsatz kommen, wobei es der 21-Jährige bis zur einmonatigen Spielpause zwischen Juni und Juli 2017 zu Einsätzen in elf von zwölf Spielen, sowie zwei Tore und eine Vorlage gebracht hatte. Nachdem Swärdh den Kalmar FF nicht von den hinteren Tabellenplätzen bringen konnte und mit der Mannschaft lediglich zwei der letzten zwölf Ligaspiele gewonnen hatte, wurde er Mitte Juni 2017 durch Nanne Bergstrand ersetzt. Da Bergstrand ihn bereits bei den letzten Malen, als die beiden zusammengearbeitet hatten, auf verschiedenen Mittelfeldpositionen eingesetzt hatte, tat er dies auch in der Folgezeit, in der Hallbergs Positionen stets variierten. Anfänglich noch im defensiven Mittelfeld eingesetzt, wurde er zum Saisonende hin immer zentraler bzw. auch auf den Flanken positioniert. Im Endklassement erreichten die Südschweden den zwölften Tabellenplatz und schafften somit den Klassenerhalt. Hallberg war mit 27 von 30 möglich gewesenen Einsätzen einer der Stammspieler im Kader.
Am 5. Januar 2018 wurde bekanntgegeben, dass Udinese Calcio Hallberg für ein weiteres Spieljahr an den Kalmar FF verleihen werde. In der Allsvenskan 2018 wurde der 22-Jährige zu einem Abwehrspieler umfunktioniert und ab der sechsten Meisterschaftsrunde, einem 3:0-Heimsieg über Malmö, vorrangig als Rechtsverteidiger eingesetzt. Bis zur 14. Runde Mitte Juli 2018 hatte er es auf 13 Meisterschaftseinsätze und eine Torvorlage gebracht, als er mit sofortiger Wirkung zum dänischen Erstligaaufsteiger Vejle BK wechselte. Über eine etwaige Ablösesumme – bei Udinese Calcio hatte er noch einen bis 2019 gültigen Vertrag – wurde nichts bekanntgegeben. Des Weiteren hatte er es noch auf vier Einsätze im schwedischen Fußballpokal 2017/18 gebracht.

### Stammkraft in Dänemark …
Nachdem er dort anfangs kurzzeitig in der Reserve zum Einsatz gekommen war, gab Hallberg am 19. August 2018 bei einer 0:2-Niederlage auswärts gegen den FC Nordsjælland sein Pflichtspieldebüt, als er von Trainer Adolfo Sormani in Minute 56 für Sean Murray aufs Spielfeld geschickt wurde. Über die gesamte Vorrunde hinweg brachte es der Schwede, der erst in Runde 11 erstmals über die volle Spieldauer auf dem Rasen war, auf 20 Einsätze, ein Tor, sowie zwei Vorlagen und rangierte mit dem Team deutlich auf dem Abstiegsplatz, nachdem er lediglich drei seiner 20 Auftritte mit der Mannschaft gewinnen konnte. In der nachsichziehenden Abstiegsrunde absolvierte der zumeist im zentralen Mittelfeld eingesetzte Hallberg unter Constantin Gâlcă, der das Traineramt kurz vor Ende der Vorrunde von Sormani übernommen hatte, fünf der sechs Spiele seiner Mannschaft und musste am Ende auch noch mit dem Team in die Relegation. Diese wurde – nach einem 1:0-Sieg im Hinspiel – mit 0:2 in der Verlängerung des Rückspiels gegen den Hobro IK verloren, was den Abstieg Vejles bedeutete. Da Hallberg in seinem Vertrag die Option eines vorzeitigen Ausstiegs bei einem Abstieg des Vejle BK hatte, zog er diese am Saisonende und verließ in weiterer Folge den Verein in Richtung Schottland. Für die Dänen hatte er es in dieser Saison auf 20 Einsätze in der Vorrunde, fünf in der Abstiegsrunde, zwei in der Relegation, sowie ebenso viele im dänischen Fußballpokal 2018/19, sowie in der Reservemannschaft gebracht.

### … und Schottland
Am 23. August 2019 wurde die Verpflichtung des 23-jährigen Schweden, nach dessen knapp zweimonatiger Vereinslosigkeit, vom Scottish-Premiership-Klub Hibernian Edinburgh offiziell bekanntgegeben. Bei den Hibs, so der Spitzname des schottischen Hauptstadtvereins, unterschrieb er einen Vertrag mit einer Laufzeit von knapp drei Jahren (bis 31. Mai 2022) und erhielt die Rückennummer 5. Für das Drittrundenspiel einen Tag nach seiner offiziellen Vorstellung noch nicht berücksichtigt, saß er auch im nachfolgenden Spiel gegen den FC Motherwell uneingesetzt auf der Ersatzbank, ehe er am 14. September 2019 bei einer 0:2-Auswärtspleite gegen den FC Kilmarnock von Trainer Paul Heckingbottom von Beginn an im rechten Mittelfeld eingesetzt und in der 77. Spielminute durch Joe Newell ersetzt wurde. Ein durch Hallberg erzieltes Volleytor aus kurzer Distanz in diesem Spiel wurde vom Schiedsrichter Kevin Clancy aberkannt. Danach variierten die Positionen des vielseitig einsetzbaren Mittelfeldakteurs, wobei er zumeist im Zentrum berücksichtigt wurde. Als Stammspieler unter Heckingbottom fungierte er auch nach dessen Abgang Anfang November, nachdem er es mit der Mannschaft gerade wieder von den hinteren Tabellenplätzen weggebracht hatte, unter dem Interimstrainer Eddie May und dem Nachfolger Jack Ross. Unter der Führung von Ross hielt sich Hibernian Edinburgh im Tabellenmittelfeld. Nachdem er bislang als Stammkraft zum Einsatz gekommen war, wurde der Rechtsfuß beim 2:1-Heimsieg über Hamilton Academical am 22. Januar 2020 zur Halbzeit aus dem Spiel genommen und wurde in weiterer Folge krankheitsbedingt mehr als ein Monat nicht mehr berücksichtigt. Zwar saß er in der Zwischenzeit in einigen Partien ohne Einsatz auf der Ersatzbank, gehörte aber auch für zwei Spiele gar nicht zum erweiterten Kader. Erst Anfang März 2020 fand der Schwede wieder langsam als Ersatzspieler in den Spielbetrieb und startete mit einem Assist bei einer 1:3-Niederlage gegen Heart of Midlothian, nachdem er in der gleichen Minute eingewechselt worden war. Des Weiteren brachte er es bis dato (Stand: 11. März 2020) zu drei Einsätzen im Scottish FA Cup 2019/20, sowie zu zwei Einsätzen im Scottish League Cup 2019/20 (+ ein Tor).

## Nationalmannschaftskarriere

### Einsätze für Schwedens U-15 und U-16
Erste Erfahrungen in einer Nachwuchsnationalmannschaft des schwedischen Fußballverbandes sammelte Hallberg in der schwedischen U-15-Nationalmannschaft, für die er im August und September 2010 in jeweils zwei Länderspielen gegen die Alterskollegen aus Finnland und Norwegen zum Einsatz kam. Danach absolvierte er auch Spiele für die U-16-Auswahl Schwedens, für die er im Mai 2011 in zwei Partien gegen Wales in Erscheinung trat. Anlässlich des Nordisk Pojkturnering, einem seit 1975 ausgetragenen Fußballturnier für Nachwuchsnationalmannschaft aus den Nordischen Ländern, absolvierte er im August 2011 drei weitere Spiele. Am 31. August, sowie am 1. September kam er daraufhin in zwei Freundschaftsspielen gegen die Slowakei zum Einsatz.

### Missglückte U-17-EM-Qualifikation
Noch im gleichen Monat startete der damals noch 15-Jährige mit der schwedischen U-17-Nationalmannschaft in die Qualifikation zur U-17-Europameisterschaft 2012. Dabei absolvierte er alle drei Gruppenspiele seiner Mannschaft während der ersten Qualifikationsrunde und zog als Erstplatzierter der Gruppe 8 in die nachfolgende Eliterunde der Qualifikation ein. Davor trat er noch im Februar 2012 in zwei Länderspielen gegen Tschechien und die Slowakei in La Manga del Mar Menor an und absolvierte gegen Ende März 2012 wiederum alle drei Gruppenspiele Schwedens in der Eliterunde der U-17-EM-Qualifikation. Nach einem Sieg über die U-17-Junioren aus der Schweiz, einem Remis gegen die gleichaltrigen Italiener und einer Niederlage gegen die Franzosen belegte Schweden am Ende den zweiten Platz in der Gruppe 1 und konnte sich somit nicht für eine Teilnahme an der im Mai 2012 in Slowenien stattfindenden EM-Endrunde qualifizieren. Somit kam er bis 2012 in vier U-15-, sieben U-16- sowie in acht U-17-Länderspielen zum Einsatz; oftmals werden diese Einsätze von verschiedenen Statistikseiten als U-17-Länderspiele zusammengefasst.

### Mit 16 zum U-19-Debüt
Danach kam Hallberg in diesem Jahr nur noch im September in zwei freundschaftlichen Länderspielen gegen die Slowakei zum Einsatz; diese Länderspiele wurden bereits als Spiele für die schwedische U-19-Nationalmannschaft gewertet. Nach seinem U-19-Debüt im Alter von 16 Jahren trat der Mittelfeldakteur in weiterer Folge, nachdem er im März 2013 zwei Partien gegen die Alterskollegen aus Schottland absolviert hatte, Anfang Juni in der Eliterunde der Qualifikation zur U-19-Europameisterschaft 2013 als Stammspieler der Schweden in Erscheinung. Als Dritter der Gruppe 1 scheiterten die Schweden in weiterer Folge an der Qualifikation zur im Sommer stattfindenden EM-Endrunde in Litauen.

### Als 17-Jähriger im U-21-Kader
Nur rund zwei Monate nach seinem letzten U-19-Einsatz debütierte Hallberg am 14. August 2013 in einem Freundschaftsspiel gegen Norwegen unter Trainer Håkan Ericson in der schwedischen U-21-Nationalmannschaft. Zu diesem Zeitpunkt war der Rechtsfuß gerade 17 Jahre, neun Monate und 25 Tage alt und beteiligte sich nur wenige Wochen später als Stammkraft an der Qualifikation zur U-21-Europameisterschaft 2015. So setzte ihn Ericson zumeist auf der rechten Seite im Mittelfeld ein, wobei Hallberg in vier der fünf Qualifikationsspiele im Jahr 2013 zum Einsatz kam und unter anderem bei einem 2:2-Remis gegen die Türkei nach Silverholt-Vorlage einen Treffer erzielten konnte. An den restlichen im Jahre 2014 stattfindenden Partien der Qualifikation, als Schweden in Gruppe 7 den ersten Platz belegte und sich somit für die Play-off-Runde qualifizierte, nahm er daraufhin nicht teil. Im Mai 2014 absolvierte er jedoch als Mannschaftskapitän zwei weitere Länderspiele für Schwedens U-19 und trat daraufhin im Oktober 2014 wieder mit der schwedischen U-21-Auswahl an der besagten Play-off-Runde der U-21-EM-Quali an. Mit einem Gesamtergebnis von 4:3 über Frankreich gelang den Schweden die Qualifikation zur EM-Endrunde in Tschechien.
In den folgenden Freundschaftsspielen im Jahre 2014 und im Frühjahr 2015 kam Hallberg nur sporadisch zu Einsätzen. Als feststand, dass er nicht zum schwedischen 23-Mann-Kader der Europameisterschaft gehören wird, nahm er dementsprechend auch nicht an den Vorbereitungsspielen darauf teil, sondern wurde erst wieder, als die Schweden als Europameister zurückkehrten, von Ericson in der Nationalmannschaft berücksichtigt. Im ersten Spiel der Qualifikation zur U-21-EM 2017 gegen San Marino noch uneingesetzt auf der Ersatzbank, absolvierte er fünf Tage später als Linksaußen ein Freundschaftsspiel gegen Polen und gehörte in den nachfolgenden EM-Qualifikationsspielen zur Stammformation. Beim 5:0-Kantersieg über die Alterskollegen aus Estland noch im offensiven Mittelfeld eingesetzt, wobei er auch auf ein Tor, sowie einen Assist kam, wurde er in den folgenden Partien von Ericson zumeist im zentralen oder defensiven Mittelfeld eingesetzt.

### A-Nationalteamdebüt im Jahre 2016
Während dieser Zeit holte Erik Hamrén den mittlerweile 20-Jährigen, der gerade erst auf Leihbasis zu Hammarby gewechselt war, für ein Trainingslager in Abu Dhabi in die A-Nationalmannschaft seines Heimatlandes. Dabei ersetzte er Kristoffer Olsson, der von seinem Verein, dem FC Midtjylland, nicht freigegeben werden konnte. Am 6. Januar 2016 erfolgte bei einem 1:1-Remis gegen Estland Hallbergs Nationalteamdebüt, als er in der 61. Spielminute für Gustav Svensson auf den Rasen kam. Vier Tage später absolvierte er ein weiteres A-Länderspiel gegen Finnland, in dem er zur Halbzeit für Nicklas Bärkroth eingewechselt wurde und noch in derselben Minute nach Vorarbeit von Marcus Rohdén den Treffer zur 2:0-Führung erzielte. Nachdem er danach im Laufe des Jahres die meisten der restlichen U-21-EM-Qualifikationsspiele absolviert hatte, schaffte es Schweden als Gruppensieger abermals zur EM-Endrunde. Nach zwei Freundschaftsspielen Ende März 2017 nahm Hallberg im Juni an der Vorbereitung auf die U-21-Europameisterschaft 2017 teil und absolvierte dabei eine Halbzeit in einem Freundschaftsspiel gegen Dänemark. Im Anschluss gehörte er zum 23-köpfigen schwedischen Spieleraufgebot, das an der Endrunde in Polen teilnahm. Ericson ließ den zentralen Mittelfeldspieler daraufhin in den beiden ersten Gruppenspielen, einem 0:0-Remis gegen England und einem 2:2-Remis gegen Polen, von Beginn an und über die vollen 90 Minuten auflaufen und setzte ihn bei der abschließenden 0:3-Niederlage gegen die Slowakei nur mehr für eine Halbzeit ein. In weiterer Folge wurde es in den Nationalmannschaften weitestgehend ruhig um Hallberg, der erst wieder im Jahre 2019 in den schwedischen A-Nationalkader geholt wurde. Anlässlich eines weiteren Trainingslagers in Katar nominierte ihn Janne Andersson für zwei Länderspiele gegen Finnland und Island. Beim Spiel gegen Finnland noch auf der Ersatzbank, gab er beim 2:2-Remis gegen die Isländer fast auf den Tag genau drei Jahre nach seinem letzten A-Länderspiel sein Comeback im schwedischen Nationalteam.

## Erfolge
- Wahl zum Newcomer der Fotbollsallsvenskan: 2013